# Селігерія маленька
Селігерія маленька (Seligeria pusilla) — вид мохів порядку гріміальних (Grimmiales).

## Поширення
Батьківщиною є Європа, Північна Америка, Азія.
Населяє вапнякові скелі.

## Характеристика
Рослини ніжні, світло-зелені. Листки лінійні, іноді зі злегка розширеною основою, поступово звужені, тонко загострені; поля від цілісних до ± зубчастих. Коробочкові ніжки 1.5–3 мм, тонкі, довгі, згинаються. Коробочка подовжено-яйцеподібна або яйцювато-грушоподібна в старості. Спори 10–13 мкм.